# Luce zenitale
La luce zenitale è un particolare tipo di illuminazione ottenuta con luce solare o artificiale che illumina stanze, interni od oggetti da sopra. In architettura se si vuole usare la luce solare per illuminare ambienti si creano finestre o lucernari sui soffitti.
Esempi di edifici con luce zenitale:
- l'Ospedale Pediatrico Apuano

- il Museo Guggenheim in Bilbao

- il Palazzo delle Poste (Rovigo)